# Laura Samani
Laura Samani (Trieste, 9 ottobre 1989) è una regista e sceneggiatrice italiana, vincitrice del David di Donatello per il miglior regista esordiente nel 2022.

## Biografia
Ha frequentato il liceo classico Dante Alighieri a Trieste. Iscritta alla facoltà di lettere e filosofia presso l'Università di Pisa, consegue la laurea triennale nel 2012 in Discipline della Arti e della Comunicazione. L'anno successivo si iscrive al Centro sperimentale di cinematografia di Roma, dove si diploma in regia nel 2015. Gira diversi cortometraggi, tra cui La santa che dorme nel 2016 che viene presentato in anteprima a Cannes Cinéfondation. Nel 2018 ha lavorato per l'Associazione Maremetraggio, conducendo il video-laboratorio Città visibile, finanziato da Siae Bando Sillumina - Periferie Urbane di Valmaura, a Trieste.
Realizza il suo primo lungometraggio nel 2021, Piccolo corpo.

## Filmografia
- La santa che dorme, cortometraggio (2016)
- Piccolo corpo (2021)
- Un anno di scuola (2025)

## Premi e riconoscimenti
- David di Donatello
  - 2022 - Miglior regista esordiente per Piccolo corpo
- Premio Flaiano
  - 2022 - Miglior opera prima per Piccolo corpo
- European Film Awards
  - 2022 - Scoperta europea per Piccolo corpo